# La donna in nero (racconto)
La donna in nero (The Woman in Black) è un romanzo dell'orrore dell'autrice britannica Susan Hill pubblicata per la prima volta nel 1983. In Italia il romanzo è stato pubblicato dalla Polillo Editore di Milano nel 2001.
Dal romanzo è stata tratta l'omonima pièce teatrale che ha avuto il suo debutto nel 1987 a Scarborough, Regno Unito, un film televisivo del 1989 della BBC e un remake cinematografico del 2012 per la regia di James Watkins, più alcuni adattamenti per la radio.

## Trama
Arthur Kipps, avvocato londinese, si è da poco rifatto una vita dopo essere rimasto vedovo per dodici anni. Tuttavia il ricordo di alcuni tragici avvenimenti gli causa ancora oggi oscuri pensieri e ansie, così decide di scrivere la sua storia per tentare di esorcizzare definitivamente i fantasmi del suo passato. Il racconto è scritto dunque in prima persona da lui stesso.
Kipps, appena ventenne e da poco avvocato, viene inviato dal suo capo nello sperduto villaggio di Crythin Gifford, dove la signora Drablow, una loro anziana cliente è morta lasciando un'eredità da gestire. Il giovane dovrà occuparsene e presenziare ai funerali della donna. Durante il viaggio in treno verso Crythin, Kipps conosce Samuel Daily, un proprietario terriero locale, con cui scambia due parole fino all'arrivo all'hotel. Appena giunto, Kipps scopre che ormai da molti anni la donna conduceva una vita da reclusa in una casa molto strana: essa è infatti raggiungibile solo in determinati momenti della giornata poiché si trova nel bel mezzo di una palude, e l'unica strada per raggiungerla diventa spesso impraticabile a causa della marea e delle nebbie improvvise. Il villaggio stesso sembra pervaso da una tetra atmosfera di inquietudine, e i cittadini si mostrano restii a dare informazioni sulla signora Drablow e sulla sua inquietante dimora.
Al funerale della defunta, Arthur nota la figura di una donna vestita a lutto e col volto apparentemente consumato da una terribile malattia. Arthur, inoltre, vede lungo una cancellata che recinge il cortile di una scuola una fila di bambini pallidi e immobili che lo fissano senza ricambiare il suo sorriso. Quando chiede ragguagli sulla misteriosa donna vestita di nero, qualcuno sbianca in viso, altri sembrano sapere bene di chi si tratta ma nessuno vuole parlarne, inducendo l'avvocato a sospettare che l'anziana defunta, la sua casa e quella donna misteriosa siano in qualche modo collegati. Nei giorni seguenti, mentre conduce i lavori a casa Drablow, Kipps è testimone di alcuni avvenimenti inquietanti: sente il rumore di un calesse che attraversa le paludi seguito dal grido di un bambino, e percepisce la presenza della donna in nero che aleggia sulla casa e nei suoi dintorni; tutto ciò, unito all'isolamento della dimora, gli causa un grave stato d'ansia e inquietudine. Nonostante questo, sostenuto dal buon Mr Daily e aiutato dal suo cane Spider, Kipps decide di affrontare i fantasmi di casa Drablow per scoprire chi sia la donna in nero e cosa cerchi, rimanendo addirittura a dormire da solo nella casa in mezzo alla palude. Proprio durante una di queste notti viene svegliato dal rumore di una sedia a dondolo che oscilla da sola, proveniente da una stanza che durante il giorno era rimasta sigillata; la trova infine aperta e vi scopre la camera da letto di un bambino, del quale però nessuno aveva mai parlato.
Esaminando i documenti della Drablow, Arthur scopre che la donna aveva un tempo una sorella minore, Jennet, che era caduta in disgrazia dopo che un uomo l'aveva messa incinta e poi abbandonata; il bambino che ne era nato era stato affidato alla sorella e a suo marito, i quali però, per evitare lo scandalo, avevano deciso di tacere al bambino la verità su chi fosse sua madre, consentendogli di vederla senza tuttavia conoscere la sua vera identità. Dopo aver scoperto questi dettagli, le apparizioni e i fenomeni inquietanti si fanno sempre più frequenti, finché Kipps non è costretto a fuggire da casa Drablow e a rifugiarsi da Daily, prima di cadere vittima di un esaurimento nervoso.
Dopo diverse settimane il giovane, curato da Daily e da sua moglie, si riprende e decide di andarsene via; prima che egli ritorni a Londra, Daily gli rivela la fine della triste storia di Jennett. La donna aveva deciso di rapire suo figlio e fuggire con lui, ma poco prima della fuga era successa una disgrazia: mentre attraversavano in calesse le paludi per giungere a casa, il bambino, la sua governante e il cocchiere erano finiti nelle sabbie mobili e vi erano annegati, il tutto sotto gli occhi di Jennett che li osservava da una finestra della casa. Questo avvenimento le era stato fatale: dopo poco aveva contratto una malattia che l'aveva consumata terribilmente prima di ucciderla. Lo spirito di Jennett era rimasto nel villaggio nelle vesti della donna in nero vista da Kipps al funerale, le cui apparizioni erano sempre seguite dalla sua tremenda vendetta, che questa volta non si è verificata. 
Kipps torna a Londra e si lascia alle spalle i tristi avvenimenti, sposando la sua fidanzata Stella e avendo poi con lei un bambino. La sua vita prosegue felice finché un giorno, durante una passeggiata, Stella e il bambino fanno un giro su un carro tirato da un pony. Proprio in quel momento, Arthur nota tra la folla la figura della donna in nero, che improvvisamente si para davanti al calesse dove viaggiano i due. Il pony, imbizzarrito e spaventato, va a schiantarsi con il carro contro un albero. Il bimbo muore immediatamente, mentre la giovane moglie di Arthur muore dopo molti mesi di agonia: la donna in nero ha così ottenuto la sua ennesima vendetta.

## Opere derivate

### Film
- The Woman in Black, film tv BBC per la regia di Herbert Wise (1989).
- The Woman in Black per la regia di James Watkins (2012), con protagonista Daniel Radcliffe.